# エーペックスレジェンズ グローバルシリーズ
エーペックスレジェンズ グローバルシリーズ（英: Apex Legends Global Series、略称：ALGS）は、エレクトロニック・アーツが主催する『エーペックスレジェンズ』のeスポーツトーナメントシリーズである。

## 概要
ALGSのシーズンは主にスプリット1、スプリット2、ALGSチャンピオンシップの3段階で構成される。
各スプリットでは、北アメリカ、EMEA、北アジア太平洋、南アジア太平洋の4つの地域でプロリーグと呼ばれるレギュラーシーズンが行われる。各地域のプロリーグには、オンライン予選や過去の成績に基づく招待チームから30チームが出場する。プロリーグ終了後、オフラインでプレーオフが行われ、6つの地域から40チームが出場する。スプリット2 プレーオフ終了後、プレーオフポイントの上位チームとラストチャンス予選を勝ち抜いたチームがALGSチャンピオンシップへ進出する。

## 歴史

### 開幕シーズン（2020–2021）
2019年12月、エレクトロニック・アーツとRespawn Entertainmentは、『エーペックスレジェンズ』の競技シーンとしてエーペックスレジェンズ グローバルシリーズを発表した。シリーズは4つの段階に分けられ、ALGSチャンピオンシップで締めくくられる。シーズン最初の試合は2020年1月に開催された。最初のオンライン予選では、クラッシュによるサーバー切断などのバグに悩まされた。3月6日、新型コロナウイルス感染症の流行により、最初のメジャー大会は延期となった。4月1日、ALGSの運営チームは大会形式をオンライン形式へ移行し、トーナメントの追加を発表。ALGSチャンピオンシップは、北アメリカ、南アメリカ、EMEA、北アジア太平洋、南アジア太平洋の5つの地域に分かれて開催された。各地域の優勝チームは、Kungarna NA（北アメリカ）、Paradox Esports（南アメリカ）、SCARZ Europe（EMEA）、FENNEL Korea（北アジア太平洋）、WOLFPACK ARCTIC（南アジア太平洋）となった。

### 2021–22シーズン
2年目を迎えたALGSは、大会フォーマットに変更を加え、XboxとPlayStationのプレイヤーも参加可能となった。シーズン初めの視聴者数は低調に始まり、北アメリカやEMEAでは、スプリット1のレギュラーシーズンで平均視聴者数が1万人を下回った。スプリット1 プレーオフでは視聴者数が大幅に増加し、ピーク時では30万人を超え、平均視聴者数が5万5000人と、昨シーズンのALGSチャンピオンシップと同等の視聴者数となった。2022年5月1日に開催されたスプリット2 プレーオフでは、平均視聴者数53万9000人、総視聴時間1030万時間を記録し、エレクトロニック・アーツが主催する大会で最も視聴者数の多い大会となった。ALGSチャンピオンシップは、7月7日から10日にかけてノースカロライナ州ローリーのPNCアリーナで開催された。初めてのオフライン開催となり、5つの地域から40チームが出場。決勝では、オーストラリアのDarkZero Esportsが優勝した。

### 2023–24シーズン
ALGS Year 4 プロリーグ スプリット1 北米リージョンファイナルの試合中、複数の選手がオートエイムや壁越しに敵が見えるようになるウォールハックなどのチートが付与される事態となり、大会が延期された。2024年3月18日、『エーペックスレジェンズ』で使用されているアンチチートソフトウェアであるEasy Anti-Cheatは、ソフトウェアの脆弱性から発生したものではないと声明を発表した。
9月2日、エレクトロニック・アーツは、ALGSチャンピオンシップを2025年1月29日から2月2日にかけて北海道札幌市の大和ハウス プレミストドームで開催すると発表。また、チャンピオンシップ開幕までの間に補完的な大会としてオープントーナメント「BLGS」を発表した。

## 結果
| シーズン | スプリット1 プレーオフ | スプリット2 プレーオフ | チャンピオンシップ | 参照                 |
| -------- | ---------------------- | ---------------------- | ------------------ | -------------------- |
| 2020–21  | N/A                    | N/A                    | —                  | [ 9 ]                |
| 2021–22  | —                      | REIGNITE               | DarkZero           | [ 15 ] [ 23 ] [ 24 ] |
| 2022–23  | TSM                    | DarkZero               | TSM                | [ 25 ] [ 26 ]        |
| 2023–24  | REJECT Winnity         | Spacestation Gaming    | GoNext Esports     | [ 27 ] [ 28 ] [ 29 ] |